# Pommers voetbalkampioenschap 1931/32
In 1931/32 werd het veertiende Pommers voetbalkampioenschap gespeeld. De competitie werd overgeheveld van de Baltische naar de Brandenburgse voetbalbond. 
Stettiner SC werd kampioen en plaatste zich voor de Brandenburgse eindronde. Daar werd de club laatste.

## Reguliere competitie
Enkel van de Bezirksliga Stettin/Stargard zijn de resultaten bekend, van de andere competities enkel de kampioenen.

### Bezirksliga Stettin/Stargard
| Plaats | Club                      | Wed. | W  | G | V  | Saldo | Ptn.  |
| ------ | ------------------------- | ---- | -- | - | -- | ----- | ----- |
| 1.     | Polizei SV 1920 Stettin   | 18   | 14 | 2 | 2  | 96:37 | 30:6  |
| 2.     | VfB 08 Stettin            | 18   | 14 | 0 | 4  | 60:26 | 28:8  |
| 3.     | VfL Stettin               | 18   | 12 | 3 | 3  | 64:32 | 27:9  |
| 4.     | Stettiner SC 08           | 18   | 11 | 2 | 5  | 62:24 | 24:12 |
| 5.     | SC Preußen 01 Stettin     | 18   | 8  | 0 | 10 | 44:55 | 16:20 |
| 6.     | Züllchower SC             | 18   | 6  | 2 | 10 | 37:53 | 14:22 |
| 7.     | SC Comet 1912 Stettin     | 18   | 6  | 2 | 10 | 36:56 | 14:22 |
| 8.     | SK Stettiner Rasenfreunde | 18   | 5  | 2 | 11 | 25:49 | 12:24 |
| 9.     | SC Preußen Pölitz         | 18   | 2  | 5 | 11 | 22:62 | 9:27  |
| 10.    | SC Viktoria 1911 Stargard | 18   | 2  | 2 | 14 | 22:74 | 6:30  |

|  | Kampioen geplaatst voor de eindronde |
|  | Geplaatst voor eindronde             |
|  | Degradatie                           |

## Eindronde

### Deelnemers
| Club               | Gekwalificeerd als                |
| ------------------ | --------------------------------- |
| PSV Treptow        | Kampioen van Gollnow/Pyritz       |
| Polizei SV Stettin | Kampioen van Stettin-Stargard     |
| VfB Stettin        | Vicekampioen van Stettin-Stargard |
| VfL Stettin        | Derde plaats Stettin-Stargard     |
| Stettiner SC       | Vierde plaats Stettin-Stargard    |
| SC Sassnitz        | Kampioen van Voor-Pommeren        |

### Voorronde
| Team 1       | Uitslag | Team 2      |
| ------------ | ------- | ----------- |
| Stettiner SC | 3:1     | PSV Treptow |
| VfL Stettin  | 7:1     | SC Sassnitz |

### Groepsfase
| Plaats | Club               | Wed. | W | G | V | Saldo | Ptn |
| ------ | ------------------ | ---- | - | - | - | ----- | --- |
| 1.     | Stettiner SC       | 3    | 2 | 1 | 0 | 6:0   | 5:1 |
| 2.     | VfB Stettin        | 3    | 1 | 1 | 1 | 3:4   | 3:3 |
| 3.     | Polizei SV Stettin | 3    | 1 | 1 | 1 | 6:9   | 3:3 |
| 4.     | VfL Stettin        | 3    | 0 | 1 | 2 | 2:4   | 1:5 |

|  | Geplaatst voor Brandenburgse eindronde |